# Citadel (videogioco 1989)
Citadel è un videogioco di genere sparatutto con elementi rompicapo/strategici del 1989, ideato e sviluppato per Commodore 64 da Martin Walker (già noto per Hunter's Moon) che si occupò anche della parte audio, mentre per il codice venne aiutato da Dan Phillips e John Kemp, e il disegno della schermata iniziale è a cura di Robin Levy; Walker impiegò più di un anno per sviluppare il gioco, il quale venne pubblicato dalla Electric Dreams, una sussidiaria britannica della Activision. Una versione per Commodore Amiga venne presa in considerazione ma non ebbe seguito.
Citadel ricorda il precedente Paradroid, ma pur richiedendo rapidi riflessi com'è tipico degli sparatutto, è più ragionato e strategico.

## Trama
In un'era di massima espansione coloniale della specie umana nell'universo una sonda spaziale viene mandata in ricognizione all'interno di un sito sotterraneo di possibile natura aliena; l'esplorazione della sonda stessa rivela una vera e propria cittadella di metallo con tanto di stanze e corridoi apparentemente deserti, ma che presto rivelano una natura aggressiva, tant'è che un sistema di difesa della cittadella aliena ancora attivo rileva la presenza della sonda e la elimina.
A seguito di tale episodio viene mandato all'interno della struttura un veicolo armato "Mk IV" con l'obiettivo di raggiungere il cuore della cittadella e ottenere informazioni sull'origine aliena del pericoloso ritrovamento, composto da otto differenti città ognuna delle quali sviluppata su due differenti piani.

## Modalità di gioco
L'utente controlla un veicolo a base tonda in un labirinto di stanze ripreso da visuale aerea.
È possibile spostarsi nelle otto direzioni, e utilizzando il pulsante di fuoco si sparano dei proiettili inizialmente a corto raggio.
La cittadella appare deserta, e le minacce emergono da botole disseminate lungo il percorso che si attivano quando il protagonista entra nel raggio di due scacchi del pavimento dalla botola stessa; come intuibile, se l'utente rimane fermo sul posto e distante dalle botole interattive il gioco rimane in uno stato di pausa.
Una volta aperta una botola può rivelare una tra quattro differenti tipi di torrette offensive, può essere destinata alla creazione continua e ad intervalli di tempo di uno tra otto differenti tipi di robot guardiano, può offrire dei bonus come un'arma più potente per il giocatore oppure una ricarica di energia, oppure può portare alla luce degli interruttori indispensabili per spegnere delle barriere laser che impediscono l'accesso a determinate stanze; da specificare che se tale botola non nasconde insidie essa si attiva quando l'Mk IV è a distanza di un solo scacco del pavimento da essa.
Ogni differente tipo di torretta o di robot si differenzia non solo per l'estetica ma soprattutto per un proprio caratteristico comportamento interattivo con il movimento del protagonista e per una particolare arma che utilizza: a tal proposito si possono vedere torrette che sparano solamente in orizzontale e verticale, torrette che sparano solamente in diagonale, torrette che possono sparare in tutte le otto direzioni e torrette che lanciano razzi a ricerca, come si possono vedere robot kamikaze, robot che sparano solamente in orizzontale e verticale, robot che sparano solamente in diagonale, robot che possono sparare in tutte e otto le direzioni e robot che sparano missili a ricerca.
La caratteristica più interessante del gioco è la possibilità da parte del veicolo che si guida di "possedere" uno dei robot o delle torrette nemiche: per far questo, come per raccogliere i bonus o utilizzare gli interruttori, si deve premere rapidamente due volte il pulsante di fuoco con la seconda pressione che non va rilasciata, permettendo così di far apparire un quadrato da manovrare e sovrapporre al bersaglio da possedere, il quale deve essere a portata di distanza; una volta posseduta una torretta questa non può più sparare, mentre se si possiede un robot questo lo si può disporre in una delle otto direzioni attorno al protagonista e può essere utilizzato come scudo per proteggersi dai colpi nemici e per distruggere gli altri robot: più il robot posseduto è ostico e più è resistente ai colpi una volta preso come ostaggio.
Il prendere in ostaggio un nemico causa la perdita di parte dell'energia del giocatore.
Alcune botole rivelano invece un passaggio ad un altro piano della città.
Tra i bonus che le botole possono regalarci ci sono dei potenziamenti relativi all'arma dell'Mk IV: queste nuove armi hanno un numero limitato di colpi ed esso non è riportato, e quando l'utente cattura la nuova arma perde dell'energia; tra le armi che si possono trovare lungo il percorso c'è un'arma che spara a ripetizione proiettili in grado di distruggere anche i colpi dei nemici, un'arma che spara contemporaneamente nella direzione del droide e in quella opposta, un'arma che spara contemporaneamente in tre direzioni ed un'arma che vanta una gittata illimitata fin quando i proiettili impattano contro qualcosa.
Si hanno a disposizione sei droidi per finire il gioco, ognuno dei quali con una barra dell'energia, e ogni 10.000 punti si ottiene un nuovo droide.

## Accoglienza
La versione originale per C64 venne premiata per livello di innovazione e qualità, ottenendo una valutazione di 91% da parte della redazione inglese della rivista Zzap!64, confermata nella sua versione italiana. Sulla stampa italiana ottenne anche una valutazione di ben 923/1000 da K 9 e altri buoni giudizi da Videogame & Computer World 10, Commodore Computer Club 68, Super Commodore 64/128 31.